# Kongernes Jelling

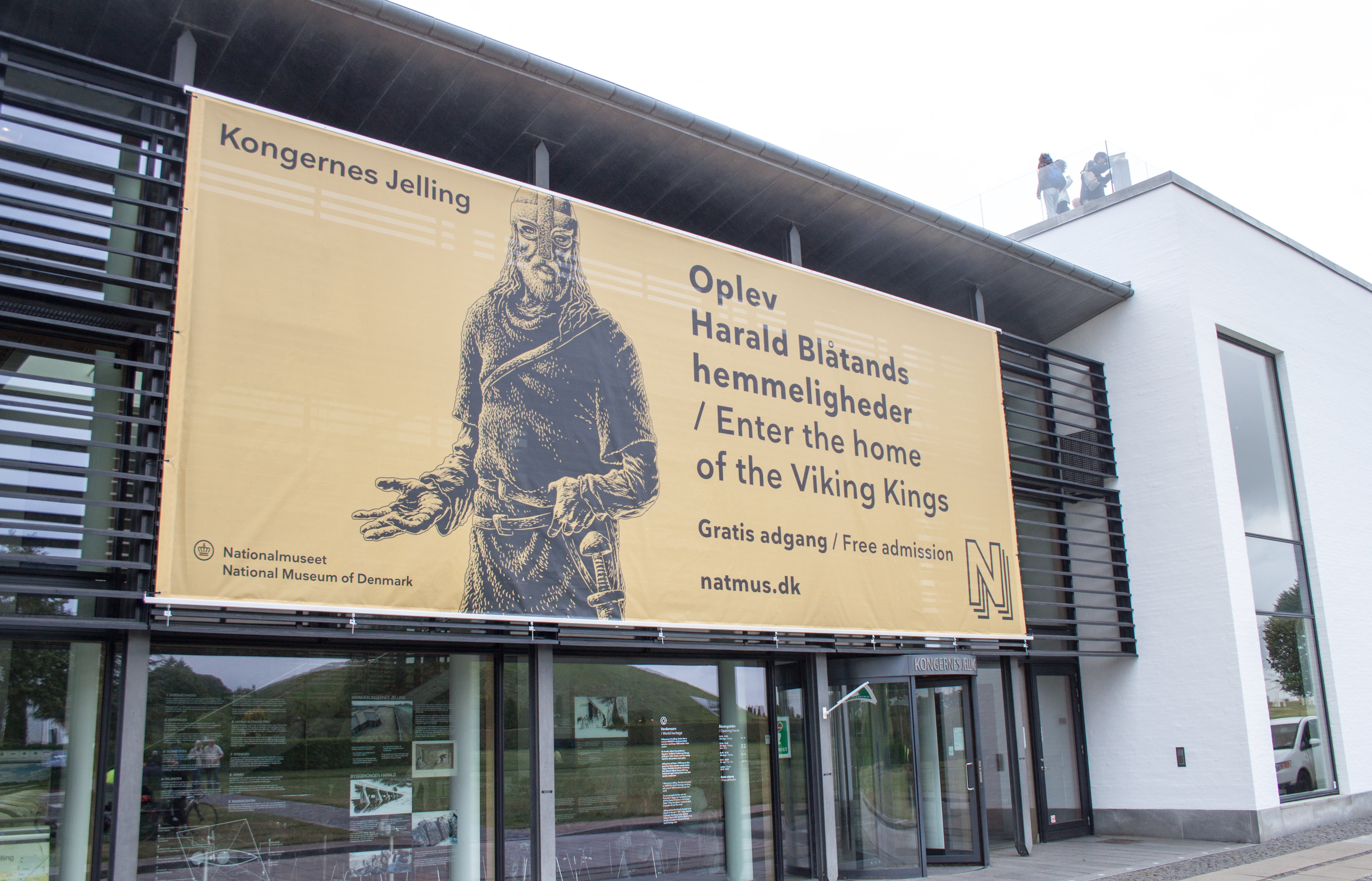
Kongernes Jelling

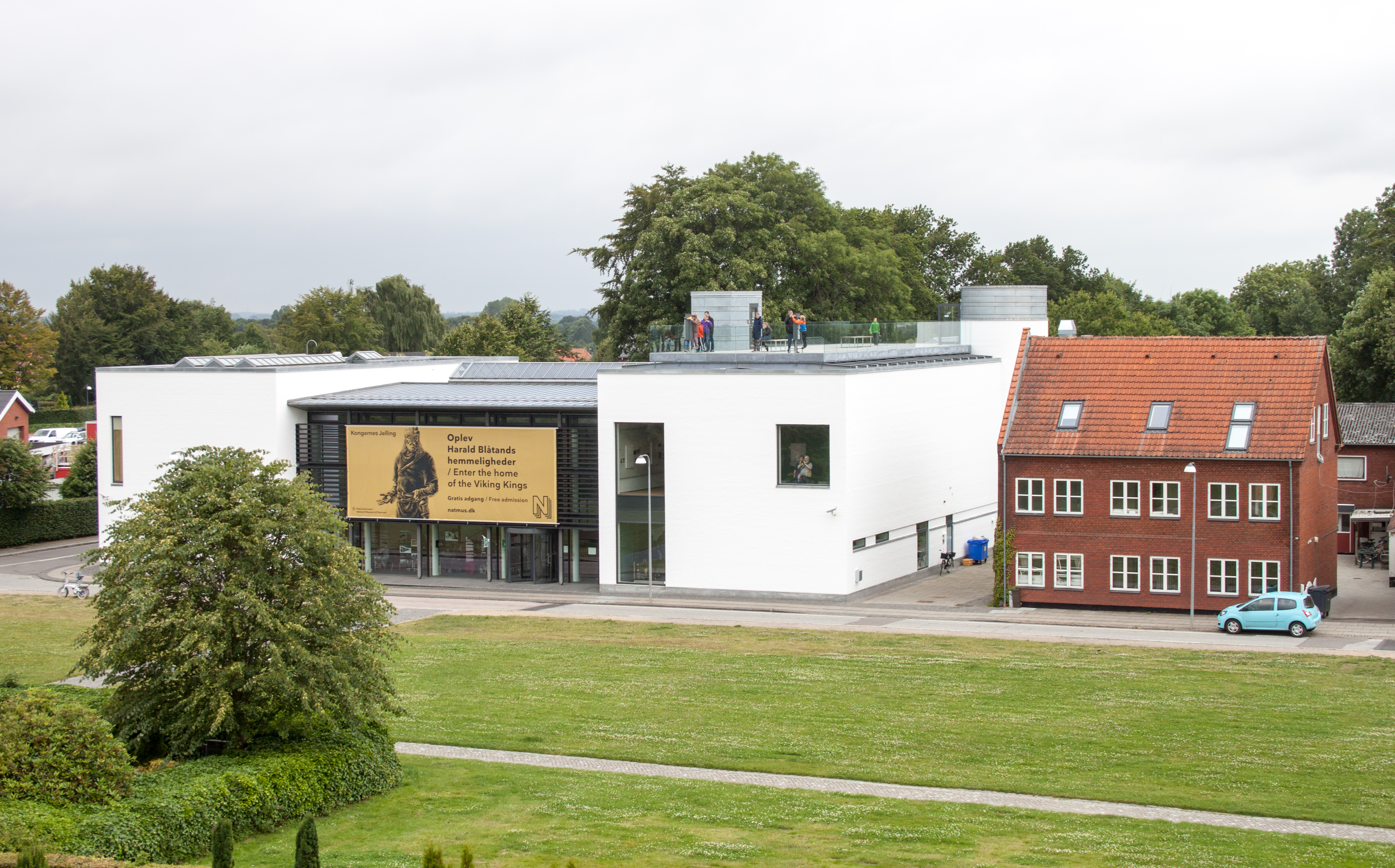
Kongernes Jelling

Kongernes Jelling is een museum en bezoekersbelevingscentrum aan de Gormsgade in het Deense Jelling. Het museum bevindt zich bij de grafheuvels van Jelling, die op de Unesco-Werelderfgoedlijst staan. Het is onderdeel van het Nationalmuseet en werd opgetrokken in 2000 naar plannen van WOHLERT Arkitekter AS. In het museum wordt het verhaal verteld van de grafheuvels en runensteen van Jelling, en over de kerstening van de Deense Vikingen tijdens de regeerperiodes van Gorm de Oude en Harald Blauwtand.